# San Miguel Ajusco
San Miguel Ajusco es uno de los pueblos originarios de la alcaldía Tlalpan, en la Ciudad de México cuenta con aproximadamente 25.700 habitantes, se encuentra a una altura de 2900 metros sobre el nivel del mar . En la localidad, alrededor del 2,11 % de los adultos hablan alguna lengua indígena.

## Fundación
Según escritos antiguos la fundación de Axochco como pueblo data de 1531. El nombre nativo Axochco, traducido oficialmente "Lugar de las flores de agua" (lo cual sería Axóchic), cuyo significado es "Donde brota el agua" (atl: agua; xochtli: brotado; -co: sufijo locativo).

## Festividades

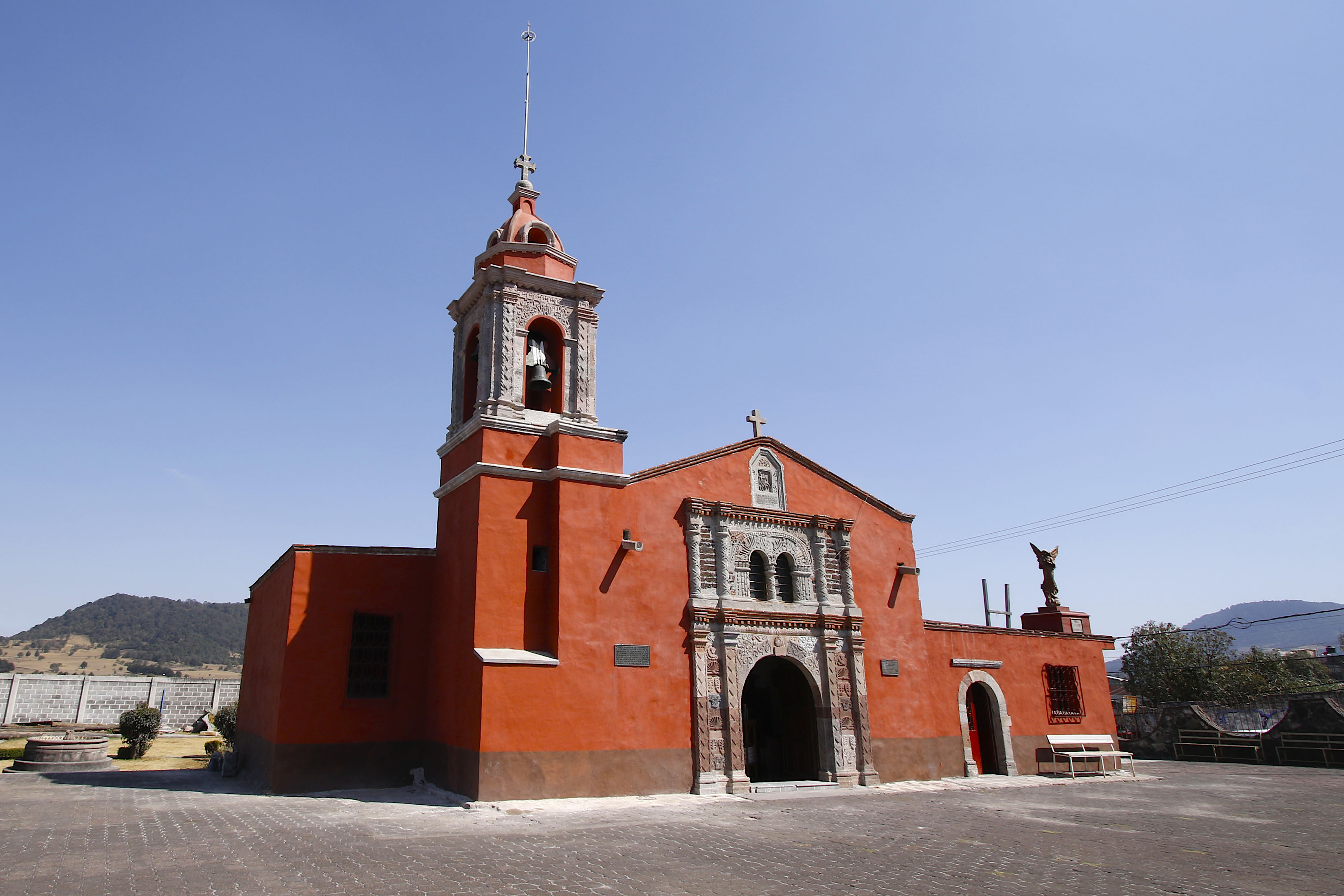
Parroquia de San Miguel Arcángel.

En honor a su santo patrono San Miguel Arcángel, que según la tradición y las historias se apareció en tres ocasiones, se celebran dos fiestas en su honor, el 8 de mayo y el 29 de septiembre de cada año. Las festividades van desde las comidas familiares en las casas, la feria y sus juegos mecánicos, la quema de castillos y pirotecnia, rodeos, bailes públicos y las tradicionales danzas de chinelos y arrieros.
- Datos: Q25405767

1. ↑  Catálogo de Claves de Entidades Federativas y Municipios.
2. ↑  Catálogo de claves de localidades (formato XLS comprimido).